# Sân bay Lanzarote
Sân bay Lanzarote (IATA: ACE, ICAO: GCRR) (tiếng Tây Ban Nha: Aeropuerto de Lanzarote), còn được gọi là sân bay Arrecife, là sân bay phục vụ đảo Lanzarote trong quần đảo Canary. Sân bay này nằm ở San Bartolomé, Las Palmas, 5 km (3,1 mi) về phía tây nam thị trấn Arrecife. Nó xử lý các chuyến bay đến các sân bay châu Âu, với hàng trăm ngàn khách du lịch mỗi năm, cũng như các chuyến bay nội sân bay Tây Ban Nha khác. Sân bay này đã phục vụ 5.883.039 hành khách vào năm 2014.

## Lịch sử
Trong những năm 1930 sự cần thiết phải có một sân bay trên đảo đã trở nên rõ ràng khi có nhu cầu kết nối giao thông với các đảo khác và với đại lục, cũng như một điểm tiếp nhiên liệu cho máy bay. Sau đó một sân bay được xây dựng ở Llanos de Gaucimeta. Chiếc máy bay đầu tiên hạ cánh tại sân bay là một chiếc Junkers Ju 52 EC-DAM vào ngày 24 tháng 7 năm 1941. Không quân Tây Ban Nha sau đó thấy cần phải có một phi trường lâu dài cho mục đích quốc phòng, và sân bay đã được xây dựng trong Arrecife. Năm 1946, sân bay tạm thời chấp nhận giao thông dân dụng. Người ta đã hạ tầng sân bay, với một phần mở rộng đường băng và sân đỗ.
Một nhà ga hành khách mới được xây dựng cùng với một trung tâm điều khiển, vào ngày 03 tháng 3 năm 1970 các chuyến bay quốc tế và trong nước đã bắt đầu sử dụng sân bay. 